# East Asian Football Federation
East Asian Football Federation (eller EAFF) er en sportsorganisation for 10 nationale fodboldforbund i Østasien, som ligeledes fungerer en af de fire regioner under FIFAs regionale konføderation Asian Football Confederation. Organisationen blev etableret den 28. maj 2002 og har som primær funktion, at arrangere turneringer for medlemmernes landshold.
Organisationens nuværende præsident siden 2006 er (Dr.) Xie Yalong fra Folkerepublikken Kina. Tidligere præsidenter har været (Dr.) Chung Mong-Joon (200x-2006) fra Sydkorea og Shunichiro Okano (2002-200x) fra Japan.
Organisationens samlede medlemsliste (pr. marts 2007) tæller de nationale fodboldforbund fra nedenstående 10 lande:
| - Guam (GFA) - Hongkong (HKFA) - Japan (JFA) - Folkerepublikken Kina (CFA) - Republikken Kina (CTFA) | - Macau (AFM) - Mongoliet (MFF) - Nordkorea (DPR KFA) - Nordmarianerne (NMIFA 1) - Sydkorea (KFA) |

## EAFF turneringer
EAFFs første arrangement for herrer blev afholdt i 2003, kvinder i 2005, og organisationen afholder nu en række turneringer for medlemmernes landshold hvert andet år under den fælles betegnelse East Asian Football Championship (EAFC).
- EAFF Cup
- EAFF Women's Cup
- EAFF U-14 Football Youth Tournament

## Ekstern henvisning
- http://www.eaff.com/ Arkiveret 1. juli 2014 hos  Wayback Machine